# کیو (جیمز باند)
کیو (انگلیسی: Q) شخصیتی داستانی در فیلم‌ها و رمان‌های جیمز باند است. او رئیس بخش تحقیق‌وتوسعه در سازمان ام‌آی۶ است که مسئولیت نظارت بر فناوری‌های پیشرفته و محرمانه را برعهده دارد.
کیو، مانند ام، یک عنوان شغلی مستعار است. استفاده از حروف انگلیسی به عنوان نام مستعار برای افسران ارشد سرویس مخفی بریتانیا در زمان کاپیتان منسفیلد کومینگ (اولین رئیس این سازمان) رایج شد. او که خودش افسر نیروی دریایی بریتانیا بود، اسم مستعار سی (انگلیسی: C) را برای خود برگزیده‌بود.
شخصیت کیو در ۲۲ فیلم از ۲۵ فیلم ساخته‌شده توسط شرکت ایون حضور دارد و تنها در فیلم‌های زندگی کن و بگذار بمیرند، کازینو رویال و ذره‌ای آرامش غایب است. دزموند لولین از سال ۱۹۶۳ تا زمان مرگش در ۱۹۹۹ نقش کیو را بازی می‌کرد. در فیلم‌های بعد، این نقش توسط جان کلیز و بن ویشاو به‌تصویر کشیده‌شد.